# Мулдаров, Алексей Алексеевич
Алексе́й Алексе́евич Мулда́ров (24 апреля 1984, Цхинвали, Южная Осетия, СССР) — российский и казахстанский футболист, защитник. Тренер.

## Карьера

### Клубная
Воспитанник ДЮСШ «Юность», Владикавказ, Северная Осетия. Первые тренеры — Гиви Керашвили и Валерий Газзаев. С 17 лет играл во Втором дивизионе за «Моздок», «Краснодар-2000», «Губкин».
В 2009 году подписал контракт с «Мордовией» сроком на один год, победил с командой в зоне «Урал-Поволжье» Второго дивизиона и в Кубке ПФЛ. Продлил контракт и стал капитаном клуба. Победитель ФНЛ 2011/12 в составе «Мордовии». В начале 2013 года расторг контракт с «Мордовией» по обоюдному согласию в связи с семейными обстоятельствами.
В феврале 2013 года подписал контракт с казахстанским «Актобе». Стал с клубом чемпионом Казахстана — 2013 и выиграл Суперкубок Казахстана — 2014. В сезоне 2014 стал вице-чемпионом Казахстана.
В феврале 2015 подписал контракт с другим казахстанским клубом «Кайсар». В летнее трансферное окно перешёл в карагандинский «Шахтёр».
С февраля 2016 года стал играть за клуб «Атырау».
В январе 2017 года снова стал выступать за «Кайсар».
В феврале 2018 года подписал контракт с клубом «Кызыл-Жар» из Петропавловска.

### В сборной
У Мулдарова оказались родственники в Казахстане, и когда ему предложили принять казахстанское гражданство, он согласился. Дебютировал за сборную Казахстана под руководством чеха Мирослава Беранека 4 июня 2013 года в товарищеском матче в Алматы со сборной Болгарии (1:2).
В 2019 году в составе сборной Южной Осетии победил на чемпионате Европы ConIFA.

### Тренерская
После завершения карьеры игрока работал в детско-юношеской академии владикавказской «Алании».
В конце 2021 года вошёл в тренерский штаб ставропольского «Динамо», а затем возглавил команду.
15 апреля 2023 года сразу после матча с «Кубань-Холдингом» (0:8, самое крупное поражение за 99 лет) ушёл в отставку с поста главного тренера «Динамо».

## Достижения
- Победитель ФНЛ России 2011/12
- Чемпион Казахстана 2013
- Серебряный призёр чемпионата Казахстана 2014
- Обладатель Суперкубка Казахстана 2014